# Arie
Arie è un cortometraggio del 2005, scritto e diretto da Gianluca Vallero, che lo ha anche prodotto con la sua casa di produzione Finimondo Productions, in coproduzione con Ascent Film. La fotografia è stata curata da Francisco Dominguez e la scenografia da Ludovica Ferrario. Il montaggio è stato realizzato da Jessica Ehlebracht. I ruoli principali sono stati interpretati da Lino Ruggiero, Idil Üner, Davide Camplani e Marco Santi.

## Trama
Vittorio, ballerino di danza moderna, si innamora del coreografo con cui sta lavorando e decide di lasciare la sua ragazza. Vittorio non viene corrisposto nei suoi sentimenti dall'uomo che ama e si ritrova solo, ma forte di aver scoperto una nuova dimensione di se stesso.

## Distribuzione
Arie è stato presentato al pubblico per la prima volta in concorso all'AFI Los Angeles International Film Festival 2005 e da allora ha partecipato ad oltre 30 festival tra Stati Uniti d'America ed Europa tra i quali: Uppsala International Short Film Festival 2006, Short Cuts Cologne 2006, Syracuse International Film Festival 2006, Torino GLBT Film Festival 2006, Miami Gay & Lesbian Film Festival 2006, Toronto Lesbian and Gay Film Festival 2006, Outfest the 24th Los Angeles Gay and Lesbian Film Festival 2006, Austin International Lesbian and Gay Film Festival 2006, 2006 College of Humanities International Film Festival, Northridge (USA). La distribuzione in negli Stati Uniti è stata curata dalla Casque D'or Films e in Europa da Filmitalia Cinecittà. Attualmente Arie viene distribuita dalla Finimondo Productions e Pro-Fun Media, che nel 2009 ha prodotto Lieb Mich! - Gay Shorts Volume 2, un DVD per il mercato tedesco contenente una raccolta di cortometraggi incentrati sul tema dell'omosessualità, tra cui Arie. 